# Shaanxi Y-8
De Shaanxi Y-8 of Yunshuji-8 (Chinees: 运-8) is een viermotorig transportvliegtuig voor middellange afstanden, gemaakt door de Chinese vliegtuigbouwer Shaanxi. De Shaanxi Y-8 is een Chinese kopie van de Antonov An-12. 

## Geschiedenis
In de jaren 60 kocht de Luchtmacht van het Volksbevrijdingsleger een aantal Antonov An-12 vliegtuigen van de Sovjet-Unie. Door het Rode schisma kort daarna weigerde de Sovjet-Unie China technische hulp te geven. China besloot daarom zelf kopieën van het vliegtuig te maken. Het ontwerp hiervan was in februari 1972 klaar en in december 1972 maakte het vliegtuig zijn eerste vlucht.

## Incidenten en ongelukken
Op 3 juni 2006 verongelukte een gemodificeerde Y-8: een KJ-200 'Balance Beam' Airborne Warning And Control System in Guangde County in de Anhui provincie in China. Alle 40 mensen aan boord kwamen hierbij om. De oorzaak van het ongeluk was ijsvorming op de vleugels.
Op 7 juni 2017 verongelukte een Y-8 van de luchtmacht van Myanmar met 122 inzittenden aan boord  boven de Andamanse Zee op ruim 30 kilometer ten westen van de stad Dawei. Het toestel was op 7 juni vanuit het zuiden op weg naar Rangoon. De piloten raakten de controle kwijt na 1,5 uur vliegen toen het toestel een wolk invloog en de wind opstak. Op dat moment ontstond in de luchtinlaat van de motoren ijsvorming, waardoor de Y-8-200F uiteindelijk neerstortte.

## Gebruikers
China
- PLAAF
- PLANAF

 Myanmar
- Myanmarese luchtmacht

 Pakistan
- Pakistaanse luchtmacht

 Soedan
- Soedanese Luchtmacht

 Tanzania
- Tanzaniaanse Volksverdedigingsluchtmacht

 Venezuela
- Venezolaanse luchtmacht

#### Vroegere Gebruikers
Sri Lanka
- Sri Lankaanse luchtmacht